# Osbornellus affinis
Osbornellus affinis är en insektsart som beskrevs av Henry Fairfield Osborn 1923. Osbornellus affinis ingår i släktet Osbornellus och familjen dvärgstritar. Inga underarter finns listade i Catalogue of Life.